# سازمان اراضی اسرائیل
سازمان اراضی اسرائیل (انگلیسی: Israel Land Authority:ILA، عبری: רשות מקרקעי ישראל‎، ت. «Rāšut Mēqarqāʿî Yiśrāʾēl»، عربی: سلطة أراضي إسرائيل، آوانگاری: Sulṭīḩa ʾArāl). نهاد دولتی ایجاد شده به عنوان بخشی از اصلاحات اداره زمین اسرائیل است. پس از اصلاحات در سال ۲۰۰۹، این اداره جایگزین اداره اراضی اسرائیل شد.

## مسائل مربوط به مالکیت زمین
«مالکیت» املاک و مستغلات در اسرائیل معمولاً به معنای اجاره دادن زمین از ILA برای مدت ۴۹ یا ۹۸ سال است. اداره اراضی اسرائیل بین زمین شهری و زمین کشاورزی تمایز قائل می‌شود: زمین شهری برای مدت ۴۹ سال اجاره داده می‌شود و امکان تمدید اجاره برای مدت ۴۹ سال دیگر نیز وجود دارد. در عمل، اگرچه حقوقی که به مستاجران تحت سیستم اجاره فعلی اسرائیل اعطا می‌شود، بسیار شبیه به حقوق مالکیت کامل است.
طبق قانون اسرائیل، اداره اراضی اسرائیل نمی‌تواند زمین را به اتباع خارجی اجاره دهد. در عمل، اگر خارجی‌ها نشان دهند که واجد شرایط مهاجرت به اسرائیل طبق قانون بازگشت هستند، ممکن است اجازه اجاره داشته باشند. در سال ۲۰۰۰، دیوان عالی کشور حکم داد که دولت نمی‌تواند زمین را بر اساس مذهب یا ملیت به شهروندان خود اختصاص دهد، حتی اگر زمین را از طریق شخص ثالثی مانند آژانس یهود اختصاص دهد. تصمیم دادگاه شامل محدودیت‌هایی در اجاره یا فروش زمین بر اساس ملیت، مذهب یا هر دسته تبعیض‌آمیز دیگری است.